# Hacusze Rjó
Hacusze Rjó (初瀬 亮) (Kisivada, 1997. július 10. –) japán válogatott labdarúgó.

## Klub
A labdarúgást a Gamba Osaka csapatában kezdte. 34 bajnoki mérkőzésen lépett pályára. 2019-ben a Vissel Kobe csapatához szerződött.

## Nemzeti válogatott
A japán U20-as válogatott tagjaként részt vett a 2017-es U20-as labdarúgó-világbajnokságon.